# Logotyp (grafika)

Logotyp Coca-Coli

Logotyp (gr. λόγος logos „słowo, myśl” + τύπος typos „odcisk, obraz”) – forma graficzna będąca interpretacją brzmienia nazwy i identyfikująca pewną działalność społeczną lub wytwór działalności, np. przedsiębiorstwo, instytucję czy produkt.
Podstawowym zadaniem logotypu jest odróżnienie usług i produktów danego podmiotu od konkurencji. Logotypy często rejestrowane są jako znaki towarowe.
Słowa „logo” i „logotyp” są często traktowane jako synonimiczne. W zależności od przyjętego ujęcia logotyp może składać się z:
- samego symbolu graficznego (godła, sygnetu)[potrzebny przypis], symbolu i nazwy lub samej nazwy (ponadto może zawierać inne elementy, dla przykładu slogan). Wówczas wyraz ten stanowi synonim terminu „logo”.
- wyłącznie samej nazwy i być tym samym kompozycją literniczą[3] lub częścią typograficzną logo[4].

W przypadku drugim spotyka się pogląd, że „logotyp” jest terminem podrzędnym wobec „logo”. Z punktu widzenia etymologii jest to forma paradoksu, gdyż określenie „logo” powstało jako skrót od terminu „logotyp”.